# Parc d'El Capricho
El parc d'El Capricho és un parc i zona verda situat al barri d'Alameda de Osuna, al districte de Barajas, al nord-est de la ciutat de Madrid, Espanya. Va ser ordenat construir per la duquessa d'Osuna entre 1787 i 1839. Té una superfície de 14 hectàrees.
És considerat un dels parcs més bells de la ciutat. Del seus racons destaquen la plaça del Capricho, el Palau, l'estany, la plaça dels Emperadors, com també la font dels Dofins i de les Granotes.
Se li atribueixen referències angleses, franceses i italianes, de l'època en què va ser construït, les quals són el reflex de les influències artístiques dels dissenyadors del parc. Constitueix l'únic jardí del Romanticisme existent a Madrid. Prova d'això són el laberint d'arbustos, els edificis, com el Palauet, la petita ermita o el bell saló de ball, més els rierols que el recorren, on es poden trobar cignes i ànecs.

## Història

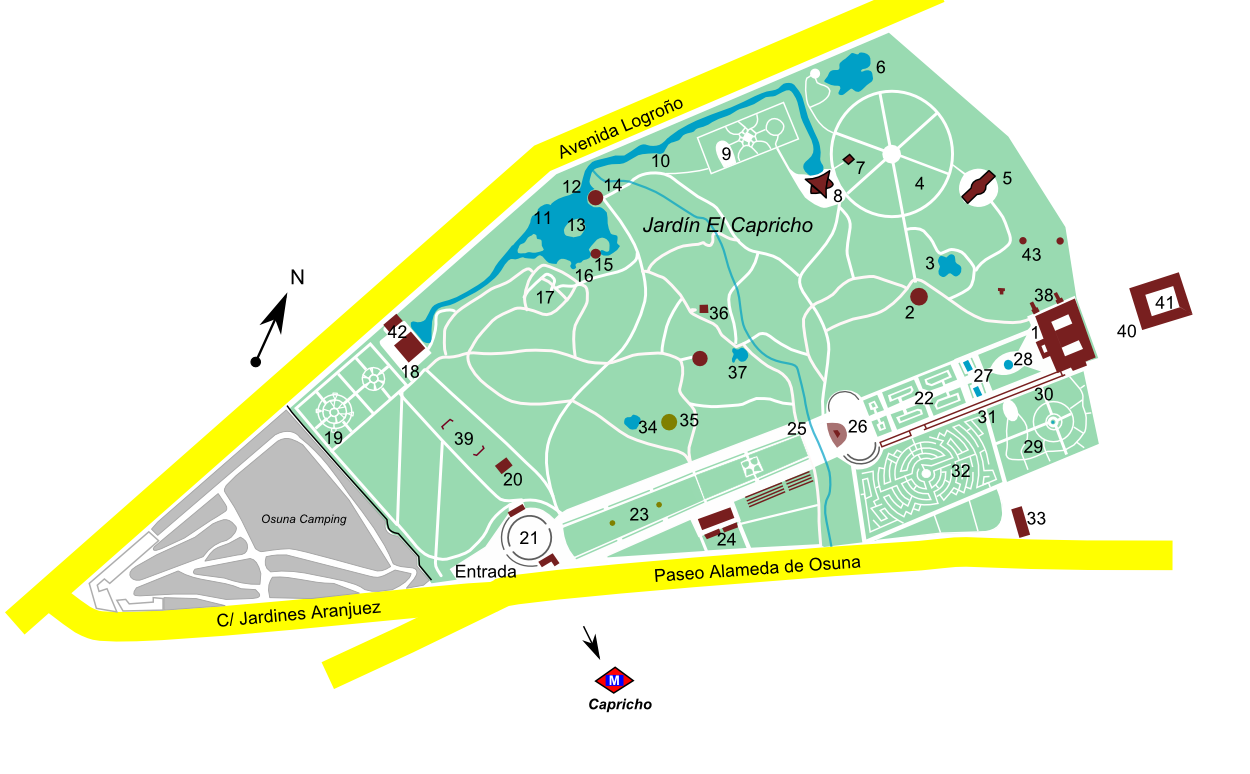
1. Palau 2. Templet 3. Estany dels Cignes 4. Roda de Saturn (Obelisc) 5. Abeller 6. Estany de les Tencas 7. Ruïna o casa de l'Artiller 8. Bateria o Fortí 9. Zona de jocs 10. Ria 11. Llac 12. Pont de Ferro 13. Illa i monument a III Duc d'Osuna 14. Casa de Canyes 15. Pavelló d'Estores 16. Quiosc Moll 17. Muntanya Russa 18. Casino de Ball 19. Jardí de Flores 20. Casa de la Vella 21. Plaça de Toros 22. Parterre 23. Columnes dels enfrontats (Duelistes) 24. Hivernacle 25. Pont sobre el rierol 26. Exedra i Plaça dels Emperadors 27. Estanys del Parterre 28. Font dels Dofins 29. Jardí de la Font de les Granotes 30. Gruta del Jardí de les Font de les Granotes 31. Gruta del Laberint 32. Laberint 33. Casa de Vaques 34. Estany nou 35. Plaça de plàtans 36. Ermita 37. Estany dels ànecs 38. Refugi (búnquer) 39. Polvorí 40. Plaça de la font 41. Casa d'oficis 42. Banys públics 43. Ventiladors del búnquer.

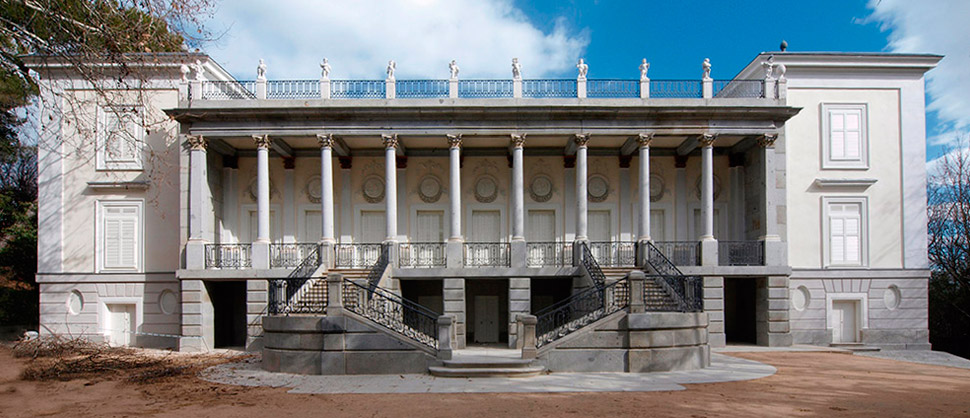
Palau dels Ducs d'Osuna

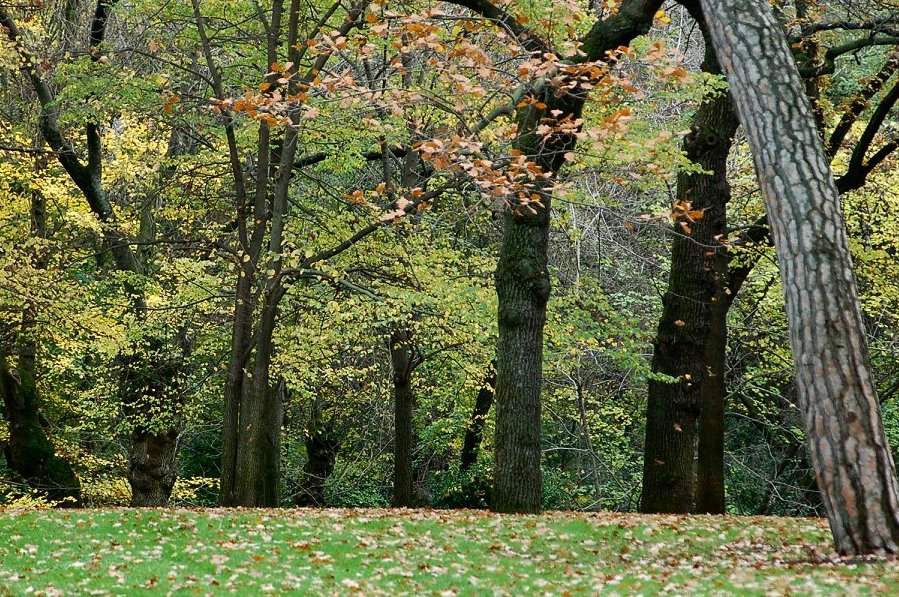
Tardor al Parc del Capricho

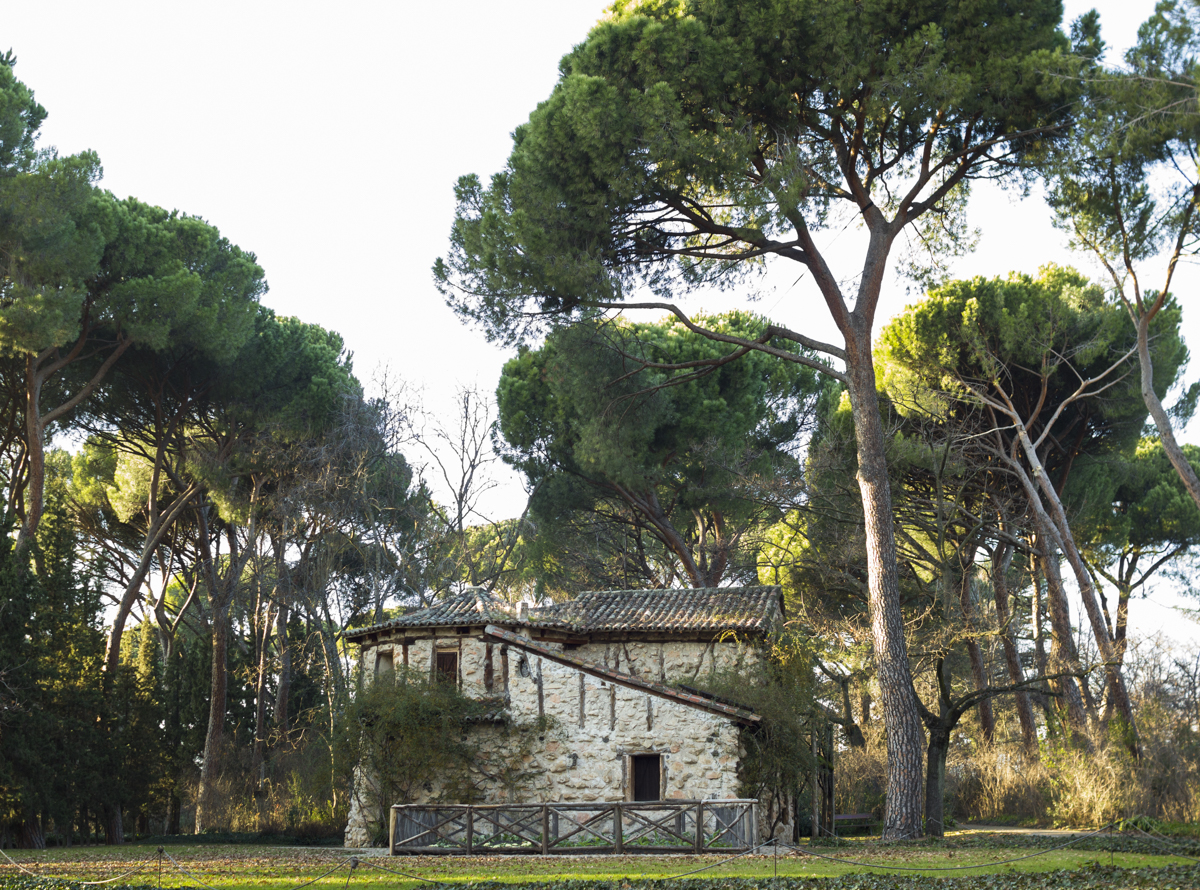
Casa de la Vella.

Maria Josefa Pimentel, duquessa d'Osuna (1752-1834), casada amb el novè duc d'Osuna, Pedro Téllez-Girón, va ser una de les dames més importants de la noblesa de l'Època, i mecenes d'artistes.
En 1783 va comprar un terreny als afores de Madrid per construir una finca d'esbarjo. Un any després l'arquitecte de la cort, Pablo Boutelou, va exposar un projecte inicial per al jardí. Va començar a construir-se en 1787, i es va acabar 52 anys més tard, en 1839. La duquessa va morir sense veure acabat completament el recinte, en 1834.
Va encarregar el disseny dels jardins a l'arquitecte Jean-Baptiste Mulot, provinent de la cort francesa.
La duquessa va ordenar construir estanys, que connectaven el canal principal que recorre el parc amb el saló de ball, que és on es portaven a terme les festes que feia. Aquest edifici s'aixeca sobre una petita font (on es pot veure la figura d'un senglar que està sota un arc mirant cap al rierol) del qual es proveïa d'aigua a la resta del parc.
A més, va fer plantar milers d'exemplars per tot el parc de la seva flor favorita, la lila.
Durant la invasió francesa de 1808, el recinte passa a ser propietat del general francès Agustin Belliard, qui sembla que va utilitzar les instal·lacions per les seves tropes. Posteriorment, després de la retirada de l'exèrcit francès, el lloc va tornar a mans de la duquessa, que va dur a terme una reforma d'aquest. Es van repoblar arbusts i es va construir el casino de vall o palauet esmentat (1815), obra de Martín López Aguado. També es van aixecar columnes i relleus que es consideren representació de les quatre estacions, primavera, estiu, tardor i hivern.
En 1834, després de la mort de la duquessa d'Osuna, la propietat del recinte va arribar al seu net, Pere d'Alcàntara, qui encarrega també a López Aguado noves construccions, com una zona d'exedres a la plaça dels Emperadors, dedicades a la seva àvia, que com la resta, es troben envoltades d'abundant vegetació. Després de la mort de Pere d'Alcàntara en 1844, es va cedir al seu germà, qui va deixar de tenir-ne cura, i va acabar sent subhastat 38 anys després.
Durant la República va ser declarat Jardí Històric, encara que sense moltes conseqüències. Durant la Guerra Civil, es van construir al Jardí diferents refugis antiaeris subterranis, als quals es trobava l'Estat Major de l'Exèrcit del Centre, manat pel general Miaja, la posició Jaca. Al voltant del palau emergeixen restes de respiradors dels refugis.
En 1943, va ser declarat Jardí Artístic.

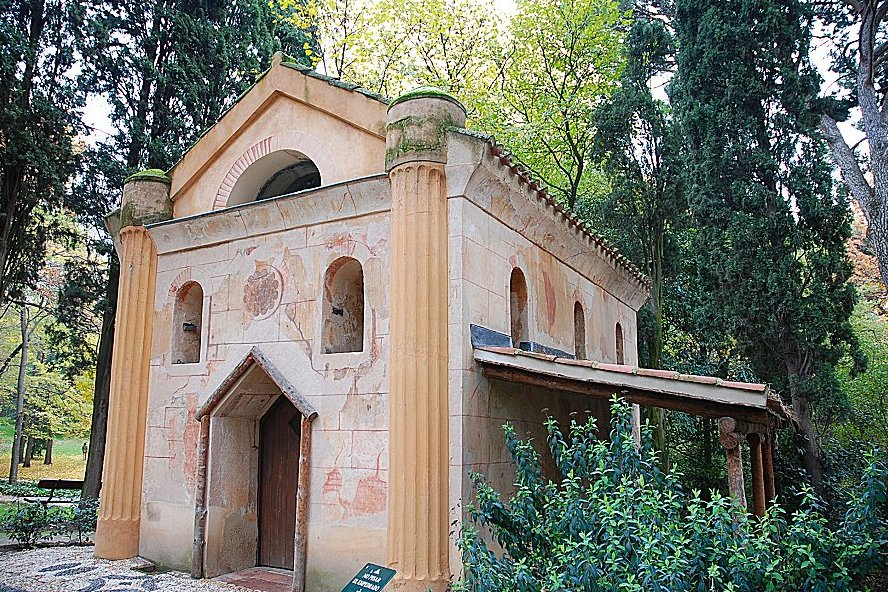
Ermita.

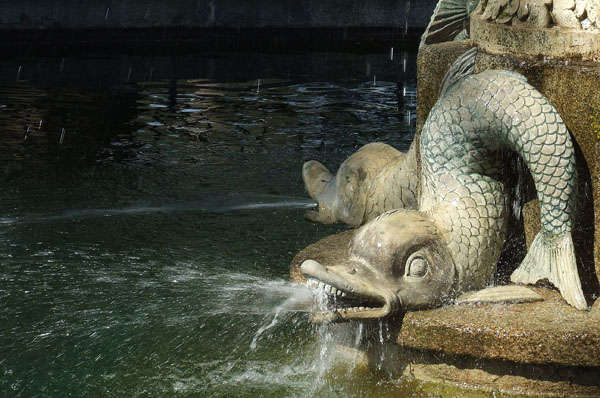
Font al Parc d'El Capricho (Madrid)

Font del parc

Després de dècades de relatiu abandonament, en 1974 va ser comprat per l'Ajuntament de Madrid, i en 1985 va ser declarat Bé d'Interès Cultural. Un any més tard va començar una reforma que, en certa manera, continua actualment. El recinte està sent estudiat per emprendre-hi reformes i per recuperar-lo perquè es pugui visitar que permetin visitar i contemplar més zones d'aquest bell i curiós lloc.

## Tardes de Capricho
Des de l'any 2005 s'hi celebren, a la temporada primavera-estiu-tardor, els caps de setmana, concerts, teatre, dansa... en el que s'anomena les «Tardes de Capricho».

## Horaris d'obertura i transport públic
- De l'1 d'octubre al 31 de març: dissabtes, diumenges i festius de 9 a 18.30 h

Nota: l'accés està permès fins a les 18 h. Tancament de portes a les 18.30 h
- De l'1 d'abril al 30 de setembre: dissabtes, diumenges i festius de 9 a 21 h

Nota: l'accés accés està permès fins a les 20.30 h. Tancament de portes, a les 21 h
- Transport públic més proper: Línies d'autobusos 101, 105 i 151 de l'EMT de Madrid. Metro: estació "El Capricho", línia 5.